# Mesochorus veracruzi
Mesochorus veracruzi är en stekelart som beskrevs av Dasch 1974. Mesochorus veracruzi ingår i släktet Mesochorus och familjen brokparasitsteklar. Inga underarter finns listade i Catalogue of Life.